# Lady Violet
Lady Violet właśc. Francesca Messina (ur. 10 września 1972 we Florencji) – włoska piosenkarka muzyki eurodance. Popularność zdobyła takimi utworami jak: "Inside to Outside" i "Beautiful World".

## Single
- 1996 Inside to Outside
- 2000 Beautiful World
- Lovin' You Baby
- 2001 Calling Your Name
- Feelin' Alright (featuring Soul'B'Luc)
- No Way No Time
- 2002 In Your Mind
- 2004 Dancing for Love (featuring Soriani Bros.)